# Hessendenkmal (Linz)

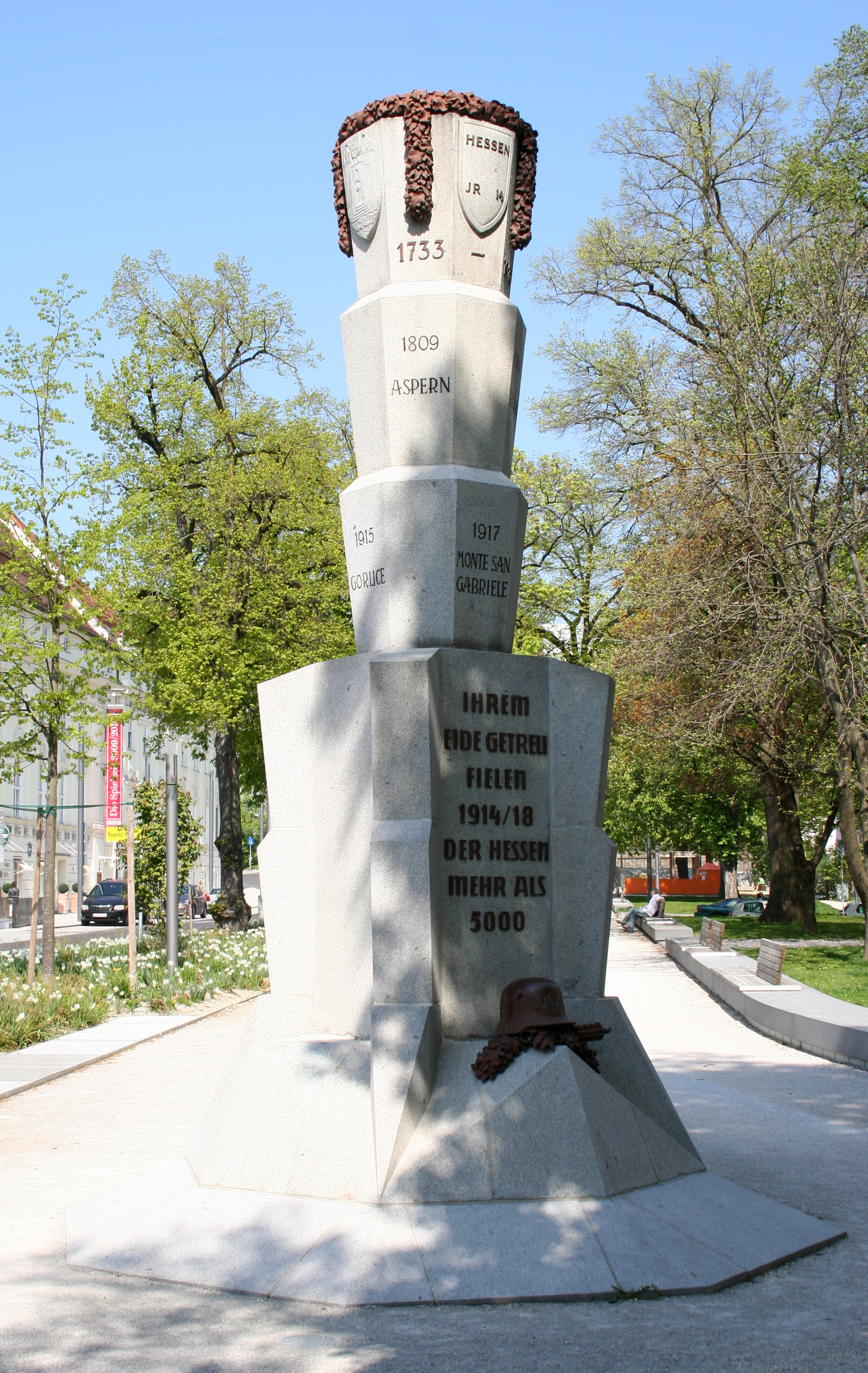
Das Hessendenkmal (2010)

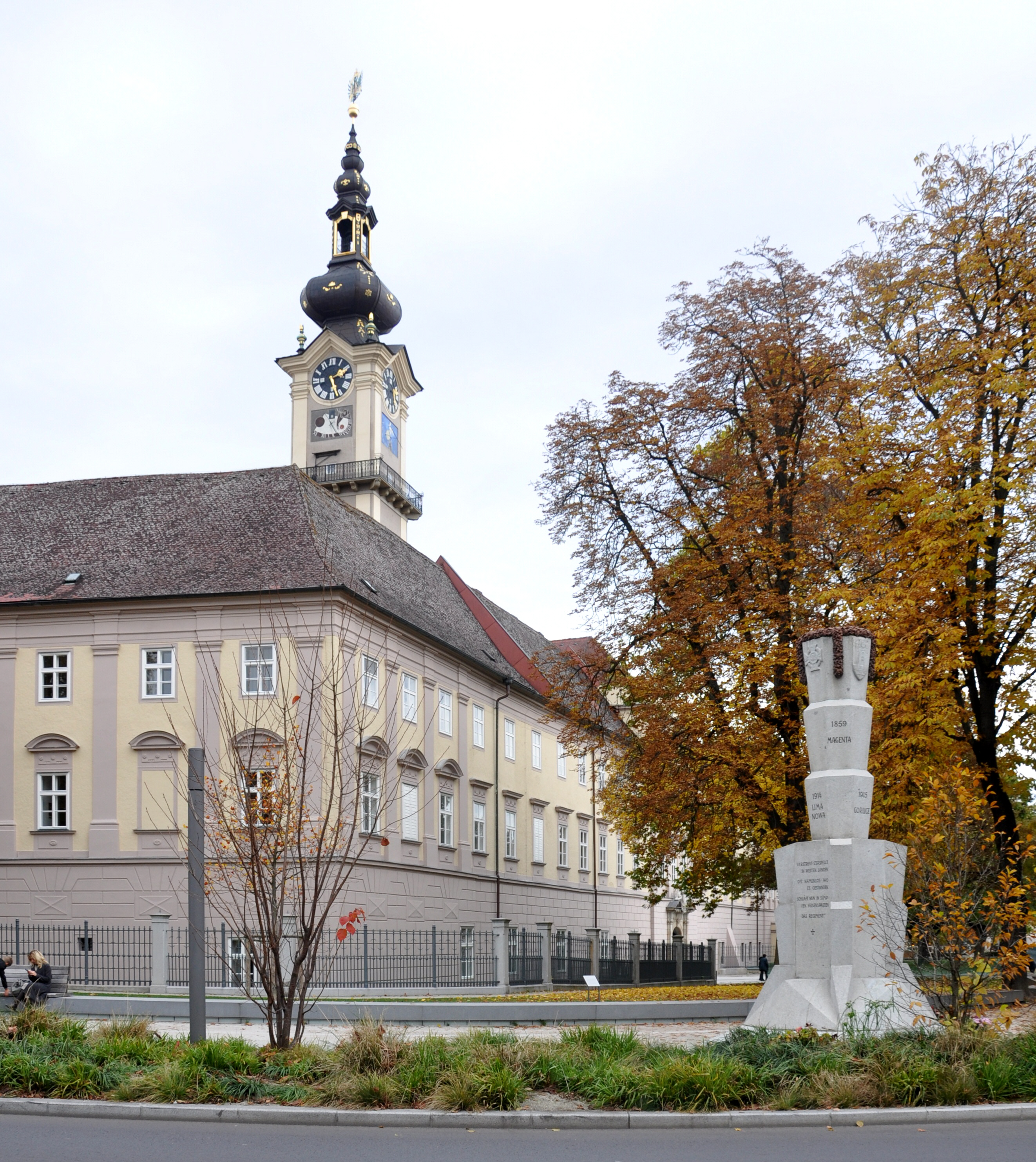
Das Linzer Landhaus mit dem Hessendenkmal im Vordergrund

Das Hessendenkmal in Linz ist ein denkmalgeschütztes Objekt (Listeneintrag), welches an der Südwestecke der Promenade vor dem Landhaus der oberösterreichischen Landeshauptstadt zu besichtigen ist. Es wurde im Jahr 1928 errichtet und soll an die zirka 5000 Gefallenen des k.u.k. Infanterieregiments Nr. 14 im Ersten Weltkrieg erinnern. Die Pläne stammen von Franz Forster, ausführender Künstler war Leopold Forstner.

## Geschichte
Am 16. September 1928 erfolgte die Einweihung des Hessendenkmals auf der Linzer Promenade. Die Jury wählte aus den zehn vorliegenden Entwürfen jenen von Franz Forster aus. Der in St. Florian geborene akademische Bildhauer war selbst als Offizier bei den Hessen aktiv. Der dazu benötigte Helfenberger Granit, der inklusive Errichtung 22.000 Schilling kostete, stellte Peter Revertera zur Verfügung. Das Geld zur Errichtung stammt von den Mitgliedern selbst. Angeblich wurde an dieser Stelle auch der Bauernführer Stefan Fadinger bei der Stadtbelagerung durch einen Schusswechsel tödlich verletzt. Am 15. Oktober 2009 wurde das Bauwerk unter Denkmalschutz gestellt.

## Aufbau
Das modern aussehende Denkmal verfügt über einen Sockel, der mit vier schräg abgetreppten Streben versehen wurde. Daraus wächst ein achteckiger Pfeiler mit drei Trommeln empor, der sich nach obenhin erweitert. Während sich in den abgeflachten Feldern Hinweise auf die Waffentaten des Regiments und die handelnden Personen finden, befindet sich am Sockel eine Gedenkinschrift mit Hinweisen an seine Gefallenen im Ersten Weltkrieg sowie auf den Künstler des Denkmals und den ausführenden Steinmetz.